# الهجوم على مخيم أنتويرب الصيفي 1980
الهجوم على مخيم أنتويرب الصيفي 1980 قام به سعيد النصر وهو فلسطيني من سوريا بالقنابل اليدوية لمهاجمة مجموعة من 40 طفلا يهوديا ينتظرون مع أسرهم الحافلة لنقلهم إلى المخيم الصيفي. لقى طفل مصرعه وأصيب 20 آخرون في الهجوم. تم القبض على المهاجم.

## الهجوم
وقع الهجوم خارج مركز أغوداث الثقافي. رافقت مجموعة من الأطفال الذين تتراوح أعمارهم بين 10 و 14 عاما من بريطانيا وفرنسا وهولندا والنمسا وبلجيكا أسرهم بينما كانوا ينتظرون ركوب الحافلة لنقلهم إلى معسكر صيفي في تلال أردين جنوب بلجيكا. أدى الانفجار إلى مقتل طفل وهو الباريسي ديفيد كوهان البالغ من العمر 15 عاما وأصيب 20 شخصا تتراوح أعمارهم بين 13 و 27 عاما وكان ثمانية منهم بحاجة إلى دخول المستشفى من بينهم فتاة بلجيكية تبلغ من العمر 13 عاما مصابة بإصابات بالغة في الدماغ وامرأة حامل.
اعتقل المهاجم بعد أن طرده الشهود. بالإضافة إلى القنابل اليدوية كان يحمل مسدسا وعدة خزانات من الذخيرة لم تستخدم في الهجوم.
كان الهجوم من بين عدد من الهجمات المعادية لليهود في جميع أنحاء العالم في أوائل الثمانينيات.

## الجناة
النصر هو سوري فلسطيني أدين في بلجيكا في عام 1980 لإلقاء قنبلتين يدويتين على مجموعة من الأطفال اليهود ينتظرون حافلة في أنتويرب في 27 يوليو 1980. كان يحمل جواز سفر مغربي وقت اعتقاله.
في عام 1990 تم مبادلة المسجون النصر مقابل جزء من عائلة هوتكينز-كيتس وهي عائلة بلجيكية فرنسية اختطفت في ليبيا كانت قد طالبت به منظمة أبو نضال خلال حادثة سيلكو.